# القنب الهندي في لبنان

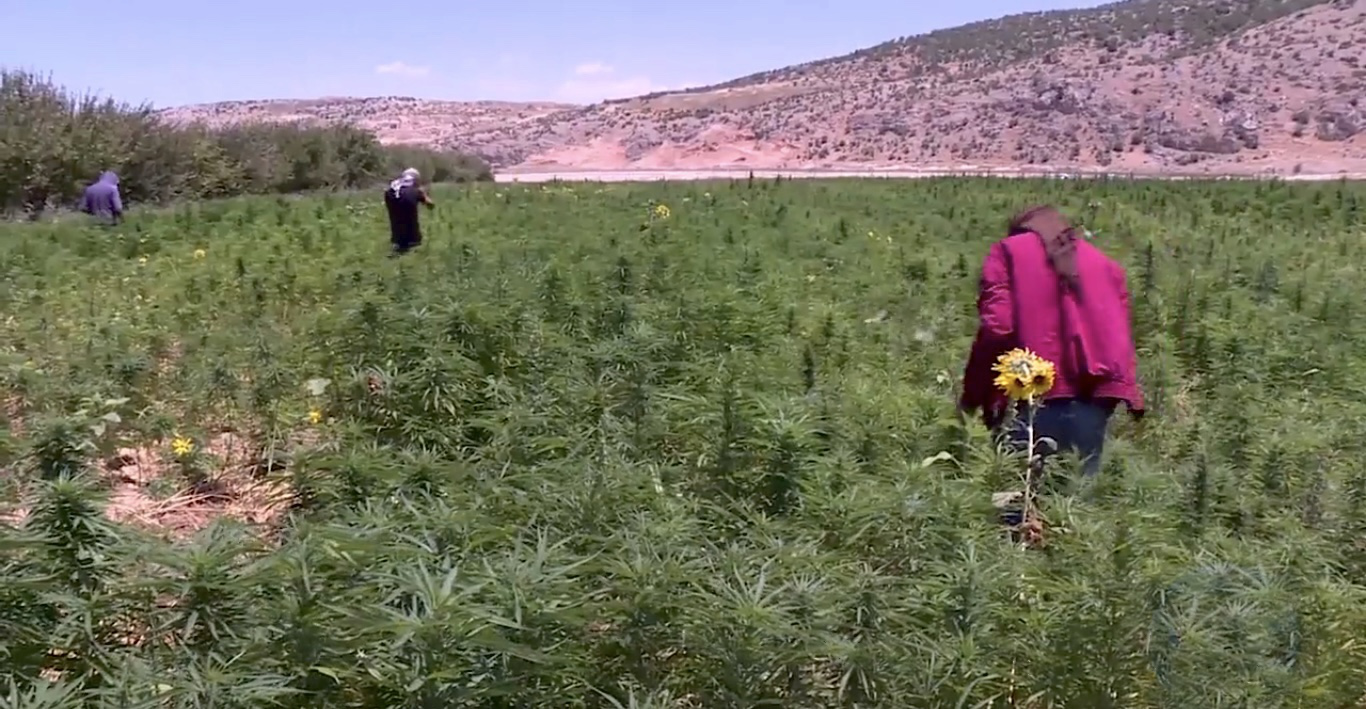
السماح بزاعة القنب الهندي في لبنان.

القنب الهندي في لبنان غير قانوني. ومع ذلك، تزرع مبالغ كبيرة داخل البلاد، ولا يعد الاستخدام الشخصي طالما لم يكن ذلك على المستوى العام قضية رئيسية.

## الحظر
يحظر إنتاج الحشيش في لبنان منذ عام 1926, خلال حقبة الانتداب الفرنسي على سوريا ولبنان. حرم زراعة القنب الهندي نفسه في عام 1992، تحت ضغط من الولايات المتحدة.

## الإنتاج
بحلول عام 2001، ضغط الفقر على العديد من المزارعين؛ للعودة إلى زراعة الحشيش تحت حماية حزب الله. وبحلول عام 2002، بلغ الإنتاج 37,000 فدان ضعف ما كان عليه في العام السابق.